# Biography: The Greatest Hits
Albums de Lisa Stansfield
Face Up
(2001) The Complete Collection
(2003)
Singles
1. All Around the World (Norty Cotto Mixes)
Sortie : 28 avril 2003

Biography: The Greatest Hits est une compilation de Lisa Stansfield, sortie le 3 février 2003.
L'album s'est classé 3e au UK Albums Chart et a été certifié disque d'or au Royaume-Uni.

## Liste des titres
| No  | Titre                                                               | Auteur                                                | Album original                                          | Durée |
| --- | ------------------------------------------------------------------- | ----------------------------------------------------- | ------------------------------------------------------- | ----- |
| 1.  | Change                                                              | Lisa Stansfield, Ian Devaney, Andy Morris             | Real Love                                               | 4:33  |
| 2.  | Someday (I'm Coming Back)                                           | Stansfield, Devaney, Morris                           | The Bodyguard: Original Soundtrack Album                | 4:56  |
| 3.  | This Is the Right Time                                              | Stansfield, Devaney, Morris                           | Affection                                               | 4:30  |
| 4.  | The Real Thing                                                      | Stansfield, Devaney                                   | Lisa Stansfield                                         | 4:18  |
| 5.  | People Hold On (featuring Coldcut)                                  | Stansfield, Matt Black, Jonathan More                 | Lisa Stansfield                                         | 3:58  |
| 6.  | In All the Right Places                                             | Stansfield, Devaney, Morris, John Barry               | So Natural                                              | 5:16  |
| 7.  | So Natural                                                          | Stansfield, Devaney                                   | So Natural                                              | 5:05  |
| 8.  | Time to Make You Mine                                               | Stansfield, Devaney, Morris                           | Real Love                                               | 4:10  |
| 9.  | Live Together                                                       | Stansfield, Devaney, Morris                           | Affection                                               | 4:35  |
| 10. | Little Bit of Heaven                                                | Stansfield, Devaney                                   | So Natural                                              | 4:27  |
| 11. | Set Your Loving Free                                                | Stansfield, Devaney, Morris                           | Real Love                                               | 4:09  |
| 12. | Let's Just Call It Love                                             | Stansfield, Devaney, Richard Darbyshire               | Face Up                                                 | 3:59  |
| 13. | Never, Never Gonna Give You Up                                      | Barry White                                           | Lisa Stansfield                                         | 3:51  |
| 14. | These Are the Days of Our Lives (featuring Queen et George Michael) | Freddie Mercury, Brian May, Roger Taylor, John Deacon | Five Live de George Michael                             | 4:43  |
| 15. | Down in the Depths                                                  | Cole Porter                                           | Red Hot + Blue (compilation de la Red Hot Organization) | 4:27  |
| 16. | All Woman                                                           | Stansfield, Devaney, Morris                           | Real Love                                               | 5:16  |
| 17. | All Around the World                                                | Stansfield, Devaney, Morris                           | Affection                                               | 4:22  |